# Projet Alberta

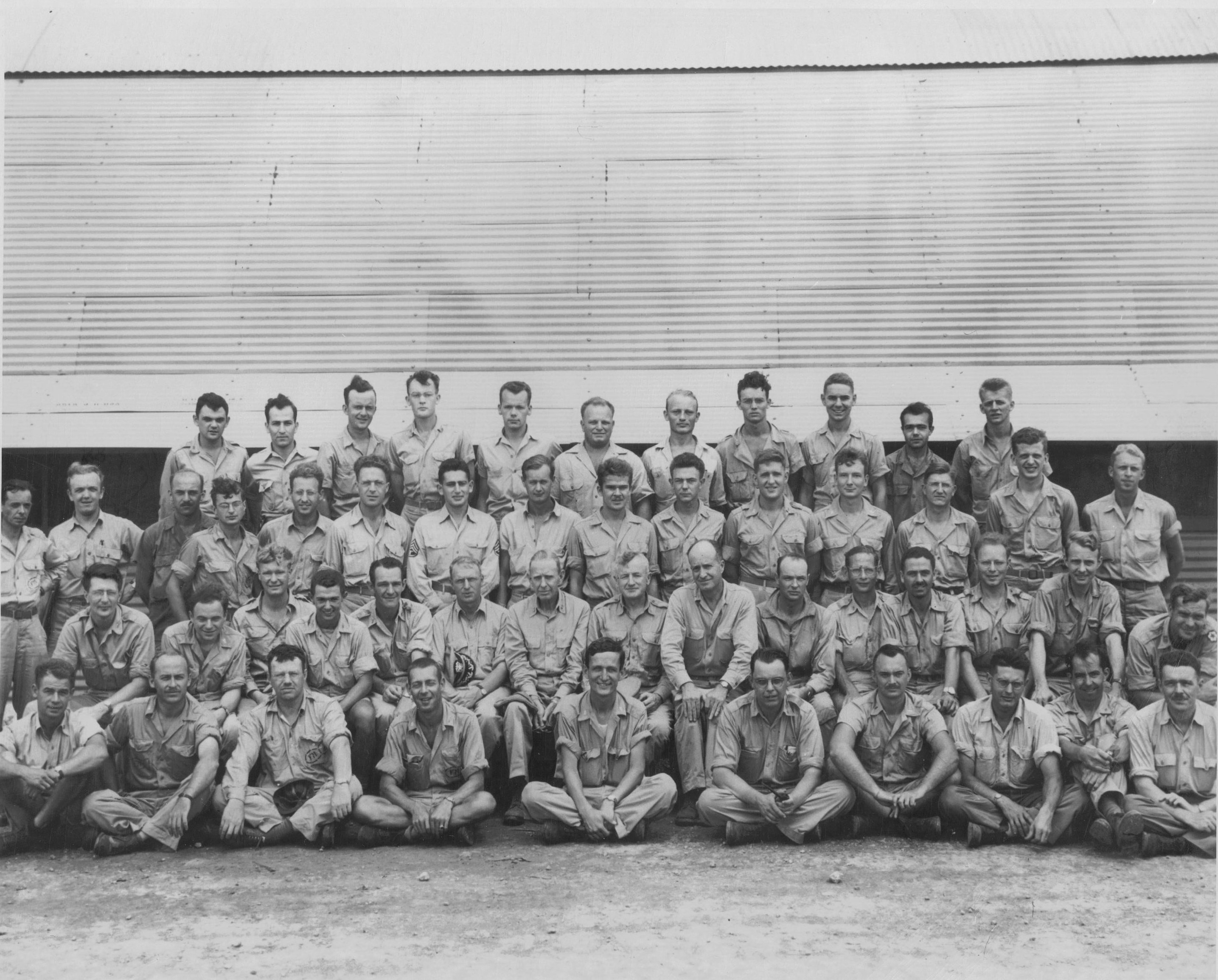
Photographie de groupe du Projet Alberta.

Le projet Alberta (en anglais : Project Alberta), également connu sous le nom de Projet A (Project A), est une section du projet Manhattan, qui a aidé à livrer les premières armes nucléaires qui ont servi dans les bombardements atomiques d'Hiroshima et Nagasaki pendant la Seconde Guerre mondiale.
Le projet est créé en mars 1945 et se compose de 51 militaires de l'armée et de la marine, ainsi que du personnel civil, dont un scientifique britannique. Sa mission est triple : d'abord concevoir une bombe, puis acheter ses composants et l'assembler.